# Bossiney
Bossiney – wieś w Anglii, w Kornwalii. Leży 84 km na północny wschód od miasta Penzance i 336 km na zachód od Londynu.